# Aaron Carver
Aaron Carver (Elizabeth City, 30 agosto 1996) è un cestista statunitense.

## Palmarès
- VTB United League: 1

Zenit San Pietroburgo: 2021-22